# FIBA Asia Champions Cup 2011
La FIBA Asia Champions Cup 2011 è stata la ventiduesima edizione della massima competizione continentale per club di basket dell'Asia organizzata dalla FIBA Asia, la FIBA Asia Champions Cup. Il torneo, a cui hanno preso parte 10 squadre provenienti da altrettante nazioni, si è svolto nelle Filippine dal 28 maggio al 5 giugno 2011, presso la PhilSports Arena di Pasig dove si sono giocate tutte le partite.
L' Al-Riyadi Beirut dal Libano, dopo essere rimasto imbattuto nell'intero torneo, ha vinto il suo primo titolo della FIBA Asia Champions Cup dopo aver sconfitto in finale il Mahram Tehran dall'Iran, per 91-82. Questa è stata la quarta volta che un club proveniente dal Libano ha vinto la competizione.
La squadra del Qatar dell'Al-Rayyan Doha, invece è arrivato al terzo nel torneo dopo aver sconfitto gli Smart Gilas dalle Filippine nella finale di consolazione.

## Assegnazione
La Federazione cestistica delle Filippine originariamente voleva ospitare il FIBA Asia Championship 2011, competizione valida anche come torneo di qualificazione dell'Asia per le Olimpiade 2012, dopo che erano circolate notizie secondo cui la FIBA stava pianificando di rimuovere i diritti di nazione ospitante del torneo a Beirut, in Libano.

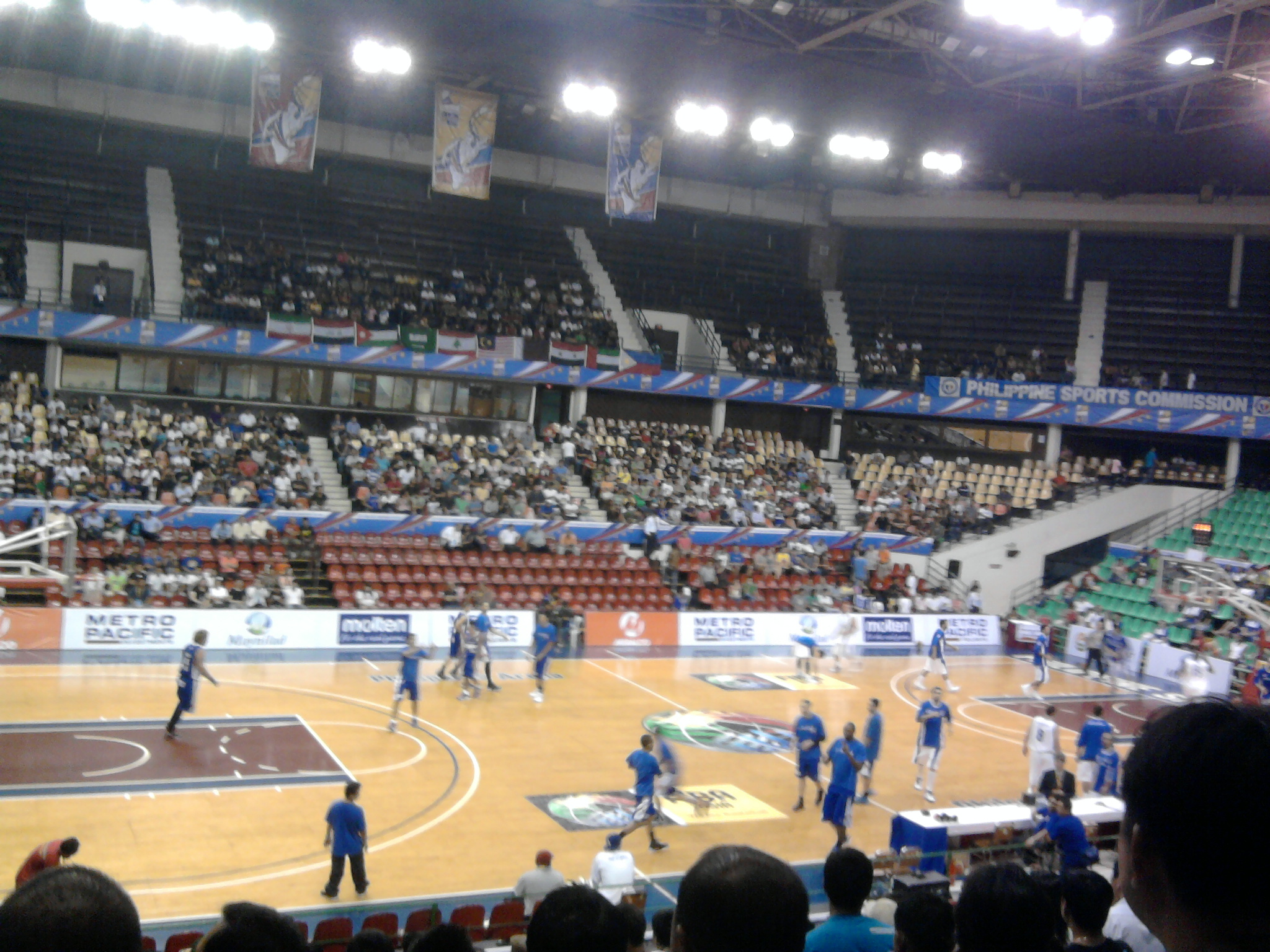
La PhilSports Arena durante il riscaldamento di una delle partite del torneo

La proposta della federazione filippina venne però non accettata e la FIBA Asia Championship 2011 venne assegnata alla città di Wuhan, in Cina. Tuttavia, la FIBA Asia offrì alle Filippine la possibilità di ospitare lo stesso anno la FIBA Asia Champions Cup, il campionato asiatico per club, dello stesso anno. Il neo nominato direttore esecutivo della SBP Sonny Barrios, fece dell'organizzazione della 22ª FIBA Asia Champions Cup una delle sue priorità come massimo dirigente della SBP. Era la terza volta che le Filippine ospitavano l'evento. L'ultima edizione ospitata era stata quella della FIBA Asia Champions Cup 2005.

## Qualificazioni
Dieci club di basket professionistici asiatici hanno gareggiato nel torneo. Tutte e cinque le sottozone FIBA Asia avevano uno slot di qualificazione ciascuno. Le Filippine, nazione ospitante, erano rappresentate dallo Smart Gilas, la squadra nazionale filippina, come parte dei preparativi della nazionale per il FIBA Asia Championship dello stesso anno. Allo Smart Gilas si unirono altri nove team provenienti dall'Asia occidentale, dall'Asia centrale, dall'Asia orientale, dal Sud-est asiatico e dal Golfo Persico.

### Golfo Persico - Asia Centrale
Per la sottozona del Golfo le due squadre a rappresentarla furono, l'Al-Shabab e l'Al-Rayyan Doha rispettivamente degli Emirati Arabi Uniti e del Qatar. Anche un club della sottozona dell'Asia centrale è stato invitato a partecipare al torneo, ma per motivi finanziari, le squadre invitate dal Kazakistan e dall'Afghanistan hanno rinunciato al torneo. Il presidente del comitato organizzatore della FIBA Asia Champions Cup 2011, Aboy Castro, affermò che un club sostitutivo sarebbe stato selezionato dall'India, nazione inclusa nella sottozona dell'Asia Centrale dalla FIBA Asia, è che già erano stati avviati i contattati con diversi team. Tuttavia, l'India successivamente si è ritirata dalla partecipazione al torneo.

### Asia Orientale
Inizialmente, la sottozona dell'Asia orientale avrebbe dovuto essere rappresentata da un club giapponese. Il vice segretario generale della FIBA Asia Hagop Khajirian, durante il sorteggio dei gironi del torneo, affermò che uno dei migliori club giapponesi della BJ League avrebbe partecipato alla Asia Champions Cup quell'anno, aspettando che i Ryukyu Golden Kings o Rizing Fukuoka confermassero la loro partecipazione. Tuttavia, la Japan Basketball Association si ritirò dal torneo, spingendo gli organizzatori a invitare un club sostituto dalla Korea Basketball League,ma la Corea del Sud rifiutò l'invito a partecipare all'evento.

### Asia Occidentale
Quattro squadre, da quattro differenti nazioni riuscirono ad ottenere la qualificazione per l'Asia Champions Cup 2011 attraverso le loro prestazioni nella WABA Champions Cup 2011, che è il campionato dei club di basket dell'Asia occidentale. La squadra di basket libanese dell'Al-Riyadi Beirut, che si era classificato terzo nelle edizioni 2008 e 2009 della FIBA Asia Champions Cup, e il club siriano del Jalaa Aleppo si sono qualificati, in virtù dell'essere risultate le migliori squadra di Libano e Siria nel torneo, entrando semplicemente nelle semifinali della WABA Super League 2011. Anche se il Jalaa Aleppo non si è presentato per giocare la quinta partita delle finali WABA 2011, al club è stato comunque consentito di partecipare alla massima competizione continentale di quell'anno. Tuttavia, la squadra è stata penalizzata con una squalifica di due anni dalla WABA Champions Cup ed è stata anche multata di 30.000 dollari.
Il Mahram Tehran detentore da due anni della FIBA Asia Champions Cup, si è guadagnato la possibilità di provare a difendere il titolo, ottenendo la qualificazione, dopo che ha sconfitto il Zob Ahan Esfahan nella finale per il terzo posto, come migliore squadra iraniana. 
L'ultimo posto disponibile lo ha conquistato la squadra giordana dell' ASU Sports Club, che nella spareggio per la qualificazione, tra le squadre di nazioni che non avevano già qualificato una rappresentante per il torneo, ha battuto i connazionali dell'Al-Riyadi Amman, ottenendo la qualificazione come rappresentante della Giordania.

### Sud-Est asiatico
Nel marzo 2011, il segretario generale della FIBA Asia, Dato Yeoh Choo Hock, annunciò che l'Hi-Tech Bangkok, i campioni dell'ASEAN Basketball League 2010-2011, avrebbero rappresentato la sottozona del sud-est asiatico nell'evento. Tuttavia, la Federazione cestistica della Thailandia venne successivamente sospesa dalla FIBA, vietando alle squadre della nazione di partecipare a qualsiasi evento organizzato dalla FIBA. Ciò portò il CEO di ABL Kuhan Foo e quello di FIBA Asia a scegliere una squadra per sostituire gli Slammers; scelta che ricadde sulla squadra della Malaysia del KL Dragons che avevano terminato al terzo posto nell'ASEAN Basketball League 2010-2011.

### Wild Card
Due wild card sono state determinate dalla FIBA Asia dopo che la Corea del Sud e l'India non hanno confermato la loro partecipazione al torneo. I posti per i due paesi sono stati occupati dal Duhok dell'Iraq e dall'Al-Ittihad Gedda dell'Arabia Saudita. Il segretario generale della FIBA Asia Dato Yeoh Choo Hock, spiegando le motivazioni delle wild card, ha affermato che: "Il nostro obiettivo è quello di avere un evento abbastanza equilibrato e completamente competitivo. Anche in passato abbiamo assegnato wild card simili tenendo presente la necessità di un evento competitivo"

### Squadre qualificate
| Asia Orientale | Golfo Persico    | Asia Centrale | Sud-Est asiatico | Asia Occidentale |
| -------------- | ---------------- | ------------- | ---------------- | ---------------- |
|                | Al-Ittihad Gedda |               | Smart Gilas      | Al-Riyadi Beirut |
|                | Al-Rayyan Doha   |               | KL Dragons       | Jalaa Aleppo     |
|                | Al-Shabab        |               |                  | Mahram Tehran    |
|                |                  |               |                  | ASU Sports Club  |
|                |                  |               |                  | Duhok            |

* Note: Per la sottozona dell'Asia orientale, il Giappone si è ritirato dall'evento poiché si stava ancora riprendendo dal Terremoto e maremoto del Tōhoku del 2011. Anche la Corea del Sud ha rifiutato l'invito a partecipare all'evento. Lo slot originale del Giappone è stato successivamente assegnato ad Al-Ittihad dell'Arabia Saudita. Per la sottozona dell'Asia centrale, il suo posto è stato assegnato al Duhok dell'Iraq dopo che Kazakistan, Afghanistan e India si sono ritirati dal torneo.

## Ufficiali di gara
Attraverso il sito web ufficiale del torneo, la FIBA Asia ha nominato gli arbitri e i commissari che dirigeranno la FIBA Asia Champions Cup 2011.
Di seguito gli ufficiali tecnici dell'intero torneo:
| - Arbitri FIBA Asia - Yasser Abbas - Naser Mohammad Abu Rashed - Mohammed Khalifa Al Saleh - Jamal Al Turk - Heros Avanesian - Rafael Britanico - Ricor Buaron - Owe Shiong Chan - Marwan Egho - Reza Javadi - Rabah Noujaim - Ferdinand Pascual - Sameer M.A. Saeed - Amer Segare - Yen Sin Tee | - Arbitri FIBA - Ilija Belosevic - Pablo Alberto Estevez - Commissari - Faris Said Salim Al Khalasi - Igmidio Reyes Cahanding - Nguyen Ngo Tuan - Anthony Angulo Sulit - Kak Kuan Lee (FIBA Asia) |

## Sorteggio gironi
L'estrazione si è tenuta il 15 aprile 2011 al Discovery Suites Hotel, nella città di Pasig.[32] Il vice segretario generale della FIBA Asia, Hagop Khajirian, ha condotto il sorteggio insieme al presidente della SBP Manny Pangilinan, al direttore esecutivo della SBP Sonny Barrios ed all'ex segretario generale della FIBA Asia, Mauricio C. Martelino. Le squadre di qualificate sono state divise in due gironi da cinque.
| Gruppo A                                                      | Gruppo B                                                             |
| ------------------------------------------------------------- | -------------------------------------------------------------------- |
| ASU Sports Club KL Dragons Al-Ittihad Gedda Duhok Smart Gilas | Al-Riyadi Beirut Al-Rayyan Doha Al-Shabab Mahram Tehran Jalaa Aleppo |

## Fase a gironi
Per la prima fase del torneo le 10 squadre sono state sorteggiate in due gironi composti da cinque squadre ciascuno. Le società hanno giocato contro tutte le altre squadre dei rispettivi gironi. Le prime quattro squadre di ogni girone avanzano alla fase a eliminazione diretta.
Tutte le partite sono state giocate secondo l'orario locale (UTC+8)

### Gruppo A
| Squadra          | Par. | V | S | PF  | PS  | PD  | Pun. |
| ---------------- | ---- | - | - | --- | --- | --- | ---- |
| Smart Gilas      | 4    | 4 | 0 | 346 | 271 | +74 | 8    |
| ASU Sports Club  | 4    | 3 | 1 | 328 | 288 | +40 | 7    |
| Al-Ittihad Gedda | 4    | 2 | 2 | 319 | 331 | −12 | 6    |
| Duhok            | 4    | 1 | 3 | 293 | 307 | −14 | 5    |
| KL Dragons       | 4    | 0 | 4 | 293 | 382 | −89 | 4    |

### Gruppo B
| Squadra          | Par. | V | S | PF  | PS  | PD  | Pun. |
| ---------------- | ---- | - | - | --- | --- | --- | ---- |
| Al-Riyadi Beirut | 4    | 4 | 0 | 349 | 309 | +40 | 8    |
| Mahram Tehran    | 4    | 3 | 1 | 330 | 272 | +58 | 7    |
| Al-Rayyan Doha   | 4    | 2 | 2 | 305 | 286 | +19 | 6    |
| Jalaa Aleppo     | 4    | 1 | 3 | 292 | 325 | −33 | 5    |
| Al-Shabab        | 4    | 0 | 4 | 286 | 370 | −84 | 4    |

## Fase Finale

### Tabellone principale
|  | Quarti di finale 3 Giugno | Quarti di finale 3 Giugno | Quarti di finale 3 Giugno |                  |                 | Semifinali 4 Giugno | Semifinali 4 Giugno | Semifinali 4 Giugno |  |  | Finale 5 Giugno | Finale 5 Giugno | Finale 5 Giugno |
|  |                           |                           |                           |                  |                 |                     |                     |                     |  |  |                 |                 |                 |
|  | B2                        | Mahram Tehran             | 102                       |                  |                 |                     |                     |                     |  |  |                 |                 |                 |
|  | A3                        | Al-Ittihad Gedda          | 65                        |                  |                 |                     |                     |                     |  |  |                 |                 |                 |
|  | A3                        | Al-Ittihad Gedda          | 65                        |                  | B2              | Mahram Tehran       | 80                  |                     |  |  |                 |                 |                 |
|  |                           |                           |                           |                  | B2              | Mahram Tehran       | 80                  |                     |  |  |                 |                 |                 |
|  |                           | A1                        | Smart Gilas               | 77               |                 |                     |                     |                     |  |  |                 |                 |                 |
|  | A1                        | A1                        | Smart Gilas               | 77               | Smart Gilas     | 85                  |                     |                     |  |  |                 |                 |                 |
|  | A1                        |                           |                           |                  | Smart Gilas     | 85                  |                     |                     |  |  |                 |                 |                 |
|  | B4                        | Jalaa Aleppo              | 80                        |                  |                 |                     |                     |                     |  |  |                 |                 |                 |
|  |                           |                           |                           |                  |                 |                     |                     |                     |  |  | B2              | Mahram Tehran   | 82              |
|  |                           |                           | B1                        | Al-Riyadi Beirut | 91              |                     |                     |                     |  |  |                 |                 |                 |
|  | B1                        | Al-Riyadi Beirut          | 106                       |                  |                 |                     |                     |                     |  |  |                 |                 |                 |
|  | A4                        | Duhok                     | 80                        |                  |                 |                     |                     |                     |  |  |                 |                 |                 |
|  | A4                        | Duhok                     | 80                        |                  | B1              | Al-Riyadi Beirut    | 71                  |                     |  |  |                 |                 |                 |
|  |                           |                           |                           |                  | B1              | Al-Riyadi Beirut    | 71                  |                     |  |  |                 |                 |                 |
|  |                           | B3                        | Al-Rayyan Doha            | 52               |                 |                     |                     |                     |  |  |                 |                 |                 |
|  | A2                        | B3                        | Al-Rayyan Doha            | 52               | ASU Sports Club | 77                  |                     |                     |  |  |                 |                 |                 |
|  | A2                        |                           |                           |                  | ASU Sports Club | 77                  |                     |                     |  |  |                 |                 |                 |
|  | B3                        | Al-Rayyan Doha            | 83                        |                  |                 |                     |                     |                     |  |  |                 |                 |                 |

### Tabellone 5º- 8º posto
|  | Semifinali 4 Giugno | Semifinali 4 Giugno | Semifinali 4 Giugno |                 |              | Finale 5º posto 5 Giugno | Finale 5º posto 5 Giugno | Finale 5º posto 5 Giugno |  |
|  |                     |                     |                     |                 |              |                          |                          |                          |  |
|  | Al-Ittihad Gedda    | Al-Ittihad Gedda    | 77                  |                 |              |                          |                          |                          |  |
|  | Al-Ittihad Gedda    | Al-Ittihad Gedda    | 77                  |                 |              |                          |                          |                          |  |
|  | Jalaa Aleppo        | Jalaa Aleppo        | 85                  |                 |              |                          |                          |                          |  |
|  | Jalaa Aleppo        | Jalaa Aleppo        | 85                  |                 | Jalaa Aleppo | Jalaa Aleppo             | 65                       |                          |  |
|  |                     |                     |                     |                 | Jalaa Aleppo | Jalaa Aleppo             | 65                       |                          |  |
|  |                     |                     | ASU Sports Club     | ASU Sports Club | 72           |                          |                          |                          |  |
|  | Duhok               | Duhok               | ASU Sports Club     | ASU Sports Club | 72           | 90                       |                          |                          |  |
|  | Duhok               | Duhok               |                     |                 |              | 90                       |                          |                          |  |
|  | ASU Sports Club     | ASU Sports Club     | 98                  |                 |              | Finale 7º posto 5 Giugno | Finale 7º posto 5 Giugno | Finale 7º posto 5 Giugno |  |
|  | ASU Sports Club     | ASU Sports Club     | 98                  |                 |              |                          |                          |                          |  |
|  |                     |                     |                     |                 |              |                          |                          |                          |  |
|  |                     |                     |                     |                 |              | Al-Ittihad Gedda         | Al-Ittihad Gedda         | 104                      |  |
|  |                     |                     |                     |                 |              | Al-Ittihad Gedda         | Al-Ittihad Gedda         | 104                      |  |
|  |                     |                     |                     |                 |              | Duhok                    | Duhok                    | 95                       |  |

### Finale Terzo posto
| Arbitri: | Marwan Egho Heros Avanesian Amer Segare |

|            |          |           |
| Douthit 18 | Punti    | 19 Leslie |
| Casio 7    | Assist   | 3 Cufee   |
| Douthit 17 | Rimbalzi | 13 Musa   |

### Finale
| Arbitri: | Pablo Alberto Estevez Illija Belosevic Ferdinand Pascual |

|                        |          |              |
| Nikkhah 28             | Punti    | 41 El Khatib |
| Nikkhah 7              | Assist   | 5 Mahmoud    |
| Kamrani, C. Williams 7 | Rimbalzi | 16 Woods     |

| FIBA Asia Champions Cup 2011 |
| ---------------------------- |
| Al-Riyadi Beirut 1º Titolo   |

## Classifica finale
| Posizione            | Squadra          | Record |
| -------------------- | ---------------- | ------ |
|                      | Al-Riyadi Beirut | 7-0    |
|                      | Mahram Tehran    | 5-2    |
|                      | Al-Rayyan Doha   | 4-3    |
| 4°                   | Smart Gilas      | 5-2    |
| Eliminate ai quarti  |                  |        |
| 5°                   | ASU Sports Club  | 5-2    |
| 6°                   | Jalaa Aleppo     | 2-5    |
| 7°                   | Al-Ittihad Gedda | 3-4    |
| 8°                   | Duhok            | 1-6    |
| Eliminate nei gironi |                  |        |
| 9°                   | Al-Shabab        | 0-4    |
| 9°                   | KL Dragons       | 0-4    |

## Premi

### Riconoscimenti individuali
| Riconoscimento              | Giocatore                         | Squadra          | Note   |
| --------------------------- | --------------------------------- | ---------------- | ------ |
| FIBA Asia Champions Cup MVP | Fadi El Khatib                    | Al-Riyadi Beirut | [ 29 ] |
| Migliore Realizzatore       | Courtney Fields (24.8 ppp.)       | Al-Shabab        | [ 30 ] |
| Migliore Rimbalzista        | Vladislav Dragojlović (13.9 rpp.) | Al-Ittihad Gedda | [ 30 ] |
| Migliore assistman          | Osama Daghles (7.4 apg.)          | ASU Sports Club  | [ 30 ] |
| Migliore stoppatore         | Cheikh Samb (3.6 spp.)            | Mahram Tehran    | [ 30 ] |